# 奧爾環礁
奧爾環礁是太平洋由42個島嶼組成的環礁，屬於拉塔克礁鏈的一部分，是馬紹爾群島24個立法選區（legislative district）之一，位於馬洛埃拉普環礁以南，總土地面積15平方公里，中央的潟湖面積620平方公里，1998年人口438。

## 外部連結
- Marshall Islands site （页面存档备份，存于）
- Entry at Oceandots.com （页面存档备份，存于）